# Лу Ферріньйо
Луїс Джуд (Лу) Ферріньйо (англ. Louis 'Lou' Jude Ferrigno; 9 листопада 1951, Бруклін, Нью-Йорк, США) — американський бодибілдер і актор. Ферріньйо зафільмувався в таких телевізійних програмах і фільмах як «Неймовірний Халк» в ролі альтер его Халка, «Помпуючи залізо», Сіндбад за сімома морями, Геркулес та в комедії Люблю тебе, чувак, що вийшла 2009 року. Але славу Ферріньйо як актору принесла роль Халка. Останнім часом Ферріньйо фільмувався в популярному ситкомі Король Квінзу. Як спортсмен, Ферріньйо кількаразовий переможець американських і міжнародних змагань з бодибілдингу.

## Змагання
- 1971 Про Містер Америка — WBBG, 1-е юніор.[2]
- 1971 Teen Mr. America — AAU, 4-е, Наймускулястіший 5-е
- 1972 Pro Mr. America — WBBG, 2-е
- 1972 Містер Всесвіт NABBA, 2-е
- 1973 Містер Америка IFBB, 1-е[2]
- 1973 Містер Всесвіт IFBB, 1-е[2][3]
- 1974 IFBB Mr. International[2]
- 1974 Містер Всесвіт IFBB, 1-е[2][3]
- 1974 Містер Олімпія, 2-е
- 1975 Містер Олімпія, 3-є[2]
- 1992 Містер Олімпія, 12-е[2]
- 1993 Містер Олімпія, 10-е[2]
- 1994 Олімпія Мастерс, 2-е[2]

## Обкладинки журналів
Загалом Ферріньйо 37 разів потрапляв на обкладинки найавторитетніших спортивних журналів.
- 10 Muscle & Fitness ('82, '83, '86, '87, '88, '89, '93, '94)
- 8 Flex ('83, '85, '89, '92, '93, '94)
- 7 Muscle Builder ('74, '77, '79, '80)
- 4 Iron Man ('73, '88, '92, '94)
- 2 Muscle Mag International ('83, '94)
- 2 Bodybuilding Lifestyle ('91, '92)
- 1 Strength & Health ('83)
- 1 Muscular Development ('81, '09)
- 1 Natural Bodybuilding ('83)
- 1 Muscle Training Illustrated ('72)